# Бурайда
Бура́йда (араб. بريدة) — місто в центральній частині Саудівської Аравії. Місто є адміністративним центром адміністративного округу Ель-Касим. Розташоване на висоті 607 м над рівнем моря. Населення — 378 422 осіб (за даними перепису 2004 року).

## Клімат
Бурайда знаходиться у зоні тропічних пустель. Найтепліший місяць — серпень із середньою температурою 34.4 °C (94 °F). Найхолодніший місяць — січень, із середньою температурою 12.2 °С (54 °F).
| Клімат Бурайди          | Клімат Бурайди | Клімат Бурайди | Клімат Бурайди | Клімат Бурайди | Клімат Бурайди | Клімат Бурайди | Клімат Бурайди | Клімат Бурайди | Клімат Бурайди | Клімат Бурайди | Клімат Бурайди | Клімат Бурайди | Клімат Бурайди |
| Показник                | Січ.           | Лют.           | Бер.           | Квіт.          | Трав.          | Черв.          | Лип.           | Серп.          | Вер.           | Жовт.          | Лист.          | Груд.          | Рік            |
| Середній максимум, °C   | 17,8           | 21,1           | 25             | 31,1           | 38,9           | 42,8           | 42,8           | 43,9           | 41,1           | 36,1           | 26,1           | 20             | 32,2           |
| Середня температура, °C | 12,2           | 14,4           | 18,3           | 23,9           | 31,1           | 33,3           | 33,9           | 34,4           | 32,2           | 27,2           | 18,9           | 13,9           | 24,5           |
| Середній мінімум, °C    | 6,1            | 7,8            | 12,2           | 17,2           | 22,8           | 23,9           | 25             | 25             | 22,8           | 17,8           | 12,2           | 7,8            | 16,7           |
| Норма опадів, мм        | 10             | 10             | 10             | 10             | 10             | 10             | 10             | 10             | 10             | 10             | 10             | 10             | 120            |
| Днів з опадами          | 4              | 2              | 4              | 4              | 2              | 0              | 0              | 0              | 0              | 1              | 3              | 2              | 22             |
| Вологість повітря, %    | 55             | 45             | 40             | 30             | 20             | 15             | 15             | 15             | 15             | 25             | 45             | 55             | 31.3           |
| ----------------------- | -------------- | -------------- | -------------- | -------------- | -------------- | -------------- | -------------- | -------------- | -------------- | -------------- | -------------- | -------------- | -------------- |
| Джерело: Weatherbase    |                |                |                |                |                |                |                |                |                |                |                |                |                |

## Загальні відомості
Основою економіки є сільське господарство. В околицях міста вирощуються лимони, апельсини та інші фрукти. Завдяки наявності оаз Бурайда є одним з головних в Саудівській Аравії виробників зернових культур. Також існують великі експериментальні ферми, на яких займаються вирощуванням великої рогатої худоби. Також з давніх пір місто служить важливим пунктом на перетині караванних торгових шляхів і ринком з продажу арабських скакунів.
Більшість будівель в місті — глинобитні, як і в інших містах Неджду.
Населення Бурайди, так само, як і в інших містах країни, швидко зростає: якщо в 1992 році тут проживали 240 091 чоловік, то в 2004 році — вже 378 422 людини.
У місті є аеропорт, який виконує як внутрішні, так і міжнародні рейси. Бурайда з'єднана зі столицею країни, Ер-Ріядом, трасою довжиною 317 км.
У місті є університет.